# 中京ゴルフ倶楽部 石野コース
中京ゴルフ倶楽部 石野コース（ちゅうきょうゴルフクラブ いしのコース）は、愛知県豊田市に所在するゴルフコースである。

## 概要
1993年（平成5年）10月7日に開業。
本コースは石綿セメント管製造の日本エタニットパイプがリゾート開発に業態転換を実施し、ミサワホームグループのリゾート会社として運営したミサワリゾート株式会社によってゴルフ場開発を行い開業した。なお、ミサワリゾートはミサワホームグループから独立して社名を「リゾートソリューション」とした後、2016年に「リソルホールディングス」となった。また、本コースの運営はリソルホールディングスのグループ会社である「リソル株式会社」が担当している。
本コースは豊田市内で芳友町・中金町・小峰町の三つの地域に跨っているが、クラブハウスが所在する芳友町を登録住所としている。
本コースでは2000年から2021年まで日本女子プロゴルフ協会 (JLPGA) 公式ツアー大会「中京テレビ・ブリヂストンレディスオープン」が開催されていたが、同大会は2022年より袖ヶ浦カンツリークラブ袖ヶ浦コース（千葉県千葉市）との交互開催となり、2023年に本コースで開催された後には偶数年には袖ヶ浦で、奇数年には本コースで開催される予定。

## コースの特徴
アメリカ合衆国の設計家ピート・ダイが監修した本コースは、四季折々の自然環境とその変化に富んだ立地条件を最大限に活かし、微妙なアンジュレーションをつけたスケールと趣のある全18ホール。特に4番ホールからは南アルプス・恵那山の眺望を眺めることができる。